# Deinypena laportei
Deinypena laportei är en fjärilsart som beskrevs av Emilio Berio 1975. Deinypena laportei ingår i släktet Deinypena och familjen nattflyn. Inga underarter finns listade i Catalogue of Life.